# 雅克-伊夫·库斯托
雅克-伊夫·庫斯托 AC（法語：Jacques-Yves Cousteau；1910年6月11日—1997年6月25日），法國海軍軍官、探险家、生态学家、电影制片人、摄影家、作家、海洋及海洋生物研究者，法兰西学院院士。
1943年，库斯托与埃米尔·加尼昂共同发明了水肺。
1956年，库斯托与路易·馬盧合作制作了纪录片《七海獵奇》（The Silent World），在戛纳电影节上映，并获得金棕榈奖。

## 受獎
- 海事功績勳章